# Холси (Небраска)
Холси (енгл. Halsey) град је у америчкој савезној држави Небраска.

## Демографија
По попису из 2010. године број становника је 76, што је 17 (28,8%) становника више него 2000. године.
| Група             | 2000.       | 2010.      |
| Белци             | 59 (100,0%) | 71 (93,4%) |
| Афроамериканци    | 0 (0,0%)    | 0 (0,0%)   |
| Азијати           | 0 (0,0%)    | 1 (1,3%)   |
| Хиспаноамериканци | 0 (0,0%)    | 0 (0,0%)   |
| Укупно            | 59          | 76         |